# Grums kyrka
Grums gamla kyrka, kyrkobyggnad som tillhör Grums församling i Karlstads stift. Kyrkan ligger cirka tre kilometer nordväst om samhället Grums, där Solbergskyrkan eller Grums nya kyrka är belägen.

## Kyrkobyggnaden
Nuvarande stenkyrka består av ett rektangulärt långhus med tresidigt avslutat kor i öster och ett torn i väster. I nordost finns en vidbyggd sakristia. Långhuset täcks av ett valmat sadeltak. Kyrkorummet täcks av ett trätunnvalv. 
Första gången en kyrka i Grums nämns är i äldre Västgötalagen så man vet att en kyrka har funnits där sedan 1300-talet. Forskning pekar på att en kyrka kan ha funnits där redan i slutet av 1100-talet. Äldsta delen av nuvarande kyrka är det stora koret som byggdes på 1600-talet - troligen i anslutning till en medeltida kyrka. 1714 byggdes långhuset om och 1739 uppfördes kyrktornet i väster. Åren 1745 - 1746 försågs tornet med en hög spånklädd tornspira. 1803 byttes tornspiran ut mot en lanternin som 1828 byttes ut mot en ny lanternin. 18 december 1927 eldhärjades kyrkan så att bara murarna återstod. Några inventarier kunde dock räddas. Kyrkan återuppbyggdes på samma murar och invigdes 1930.

## Inventarier
- Dopfunten består av fot från slutet av 1100-talet samt en cuppa av täljsten från mitten av 1200-talet. Dopskålen av drivet tenn är utförd av Oscar Jonsson och skänkt till kyrkan 1930.
- Altaruppsats och predikstol tillverkades av Nils Falk i början av 1700-talet.
- En dopängel av förgyllt trä tillverkades 1746 av Isak Schullström i Karlstad.

### Orgel
- 1879 byggde E A Setterquist & Son, Örebro en orgel med 8 stämmor. Den förstördes i kyrkans brand 1927.
- Den nuvarande orgeln på 14 stämmor byggdes 1930 av Herman Nordfors, Nordfors & Co, Lidköping och är en pneumatisk orgel med kägellådor. Den renoverades och omdisponerades 1986 av Gunnarl Carlsson, Borlänge. Orgeln har fria och fasta kombinationer, registersvällare och automatisk pedalväxling. Det finns även en gemensam svällare för hela orgeln.

| Manual          | Manual II     | Pedal      | Koppel    |
| Principal 8´    | Gedackt 8´    | Subbas 16´ | I/P       |
| Rörflöjt 8'     | Principal 4'  | Borduna 8´ | II/P      |
| Oktava 4'       | Nasard 2 2/3' | Oktava 4'  | II/I      |
| Pommer 4'       | Spetsflöjt 2' |            | I 4'/I    |
| Oktava 2'       | Ters 1 3/5'   |            | II 16'/I  |
| Mixtur 3-4 chor | Krumhorn 8'   |            | II 16'/II |
| Trumpet 8'      | Tremulant     |            |           |

#### Kororgel
- En kororgel på sex stämmor är tillverkad av Smedmans Orgelbyggeri AB invigdes på Tacksägelsedagen 1994.

## Galleri

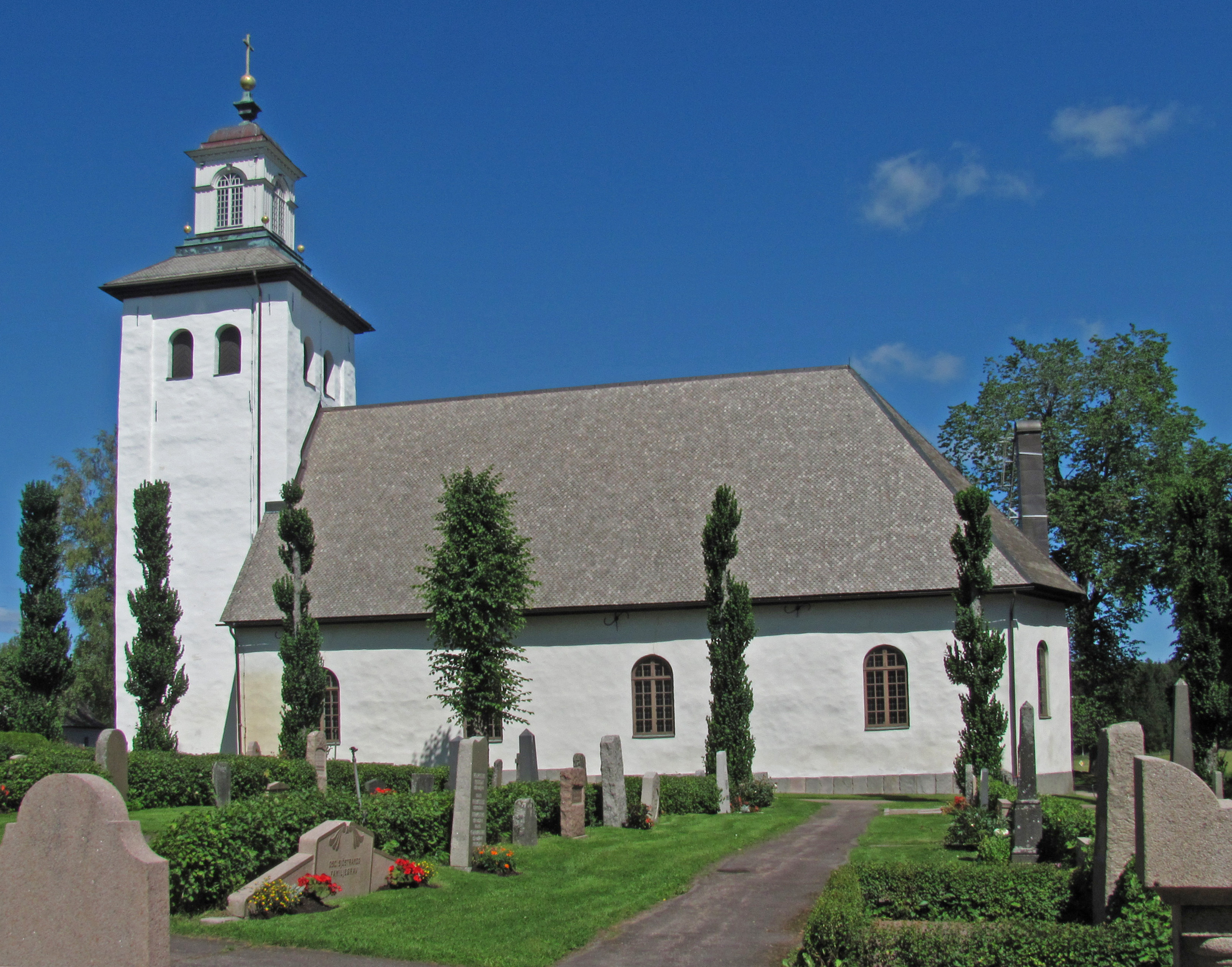
Grums kyrka från söder
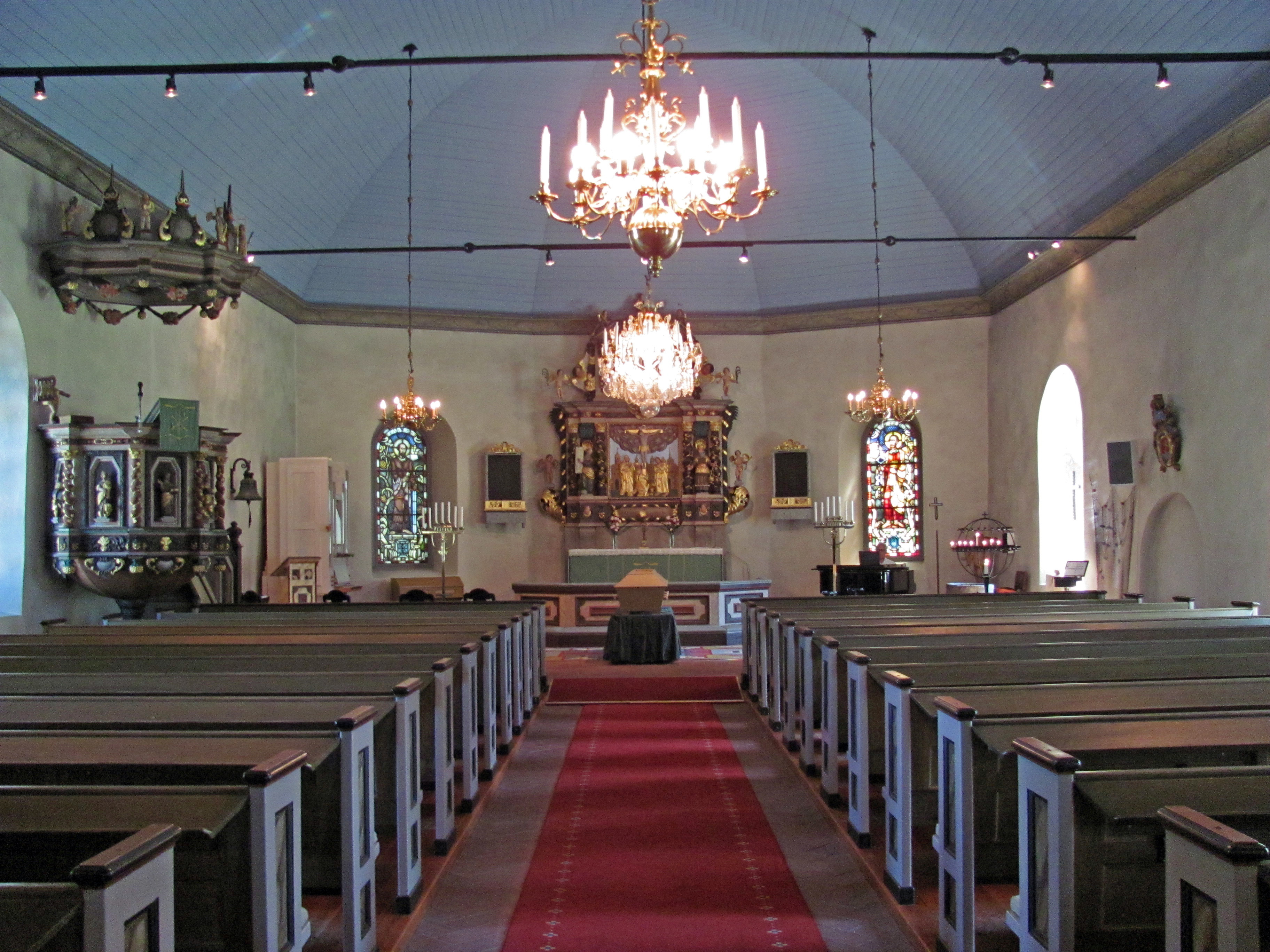
Kyrkorummet
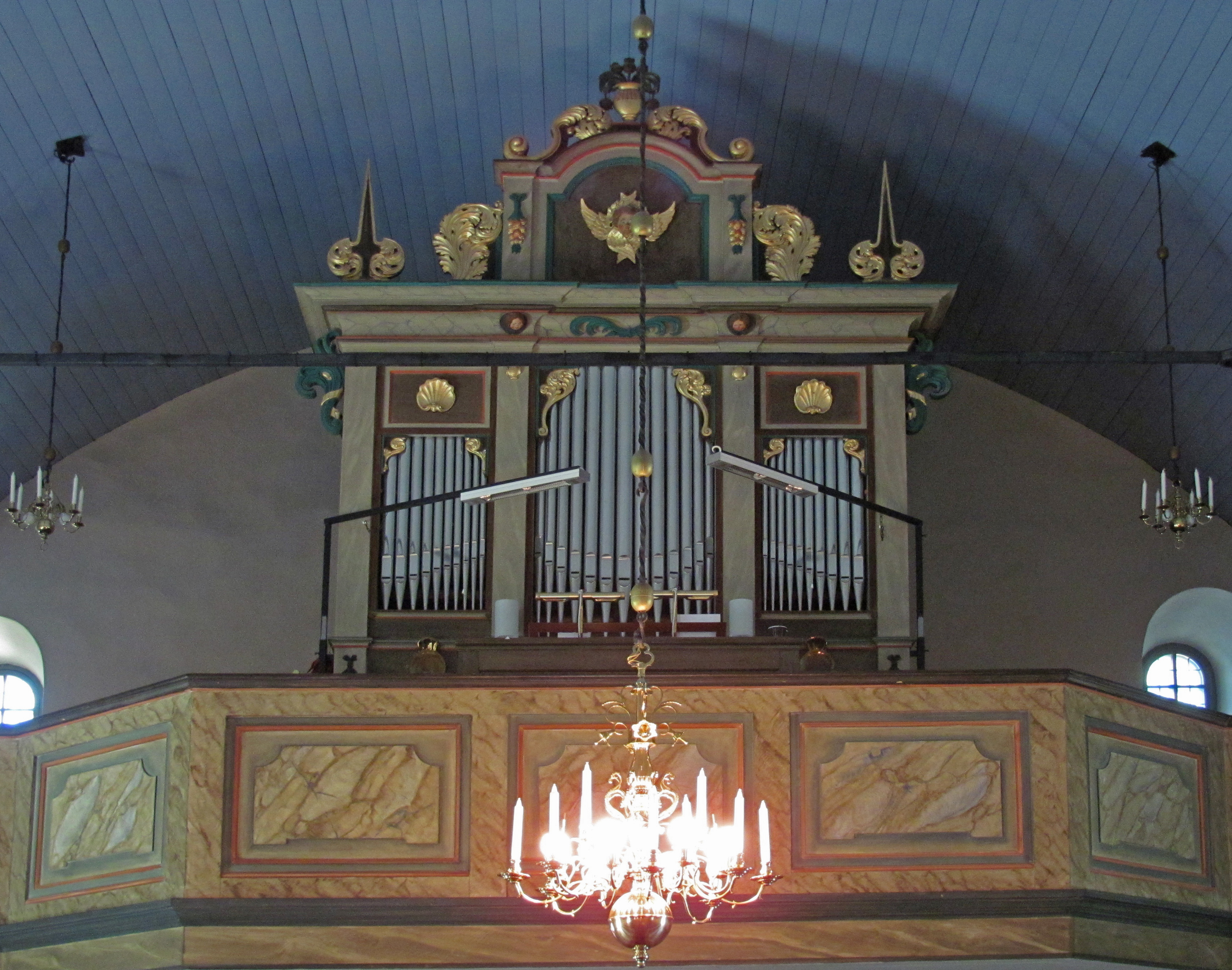
Orgeln
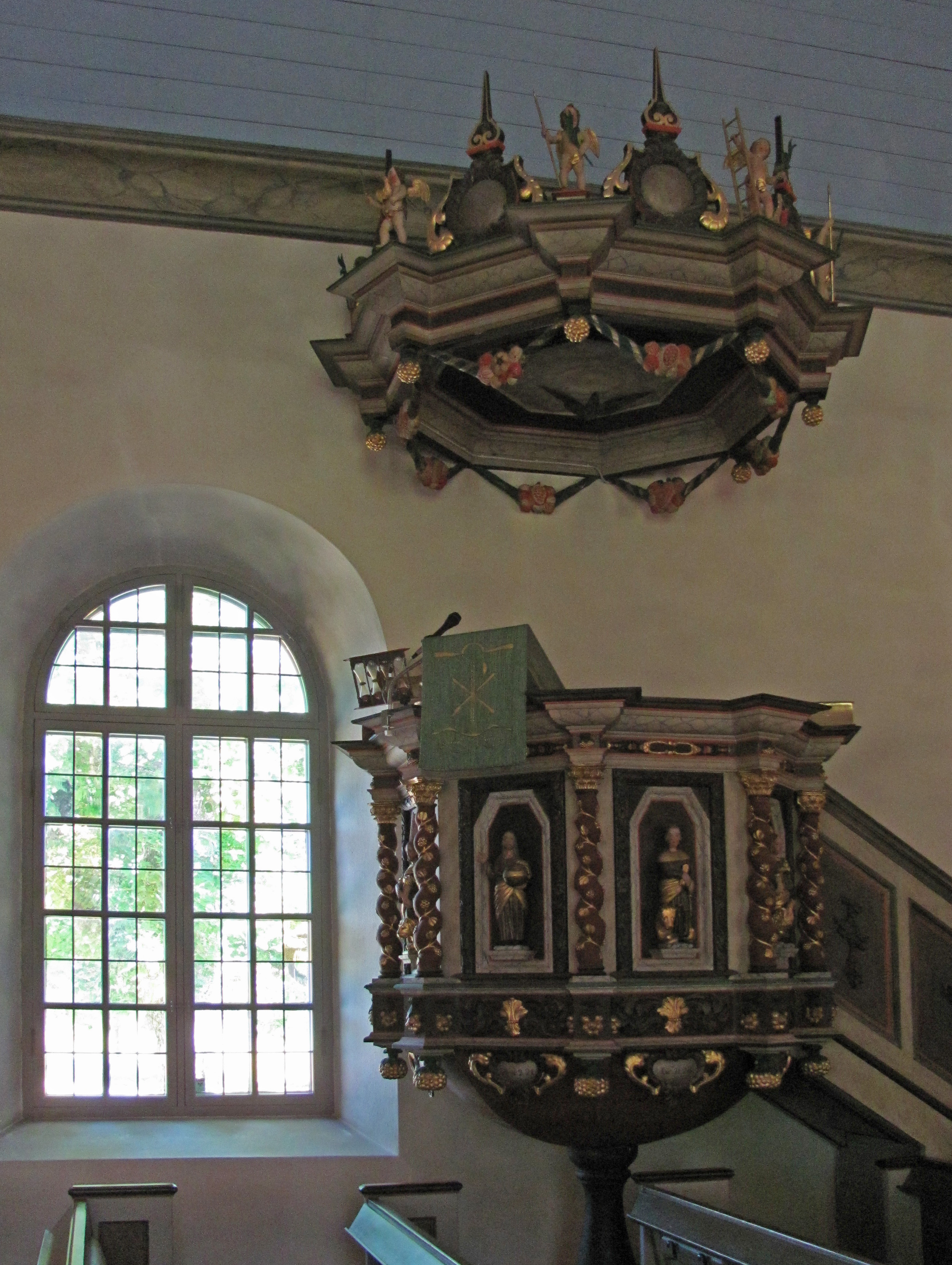
Predikstolen

### Webbkällor
- Kyrkor i Karlstads stift Del I, Utgiven av Värmlands Museum och Karlstads stift, 2008, ISBN 91-85224-71-5
- Svenska kyrkan i Grums och Värmskog
- byggnadspresentation
- anläggningspresentation